# 脱水 (医療)
脱水（だっすい、英:dehydration）とは、医学において体内の水分量が不足した状態を言う。この脱水には二種類の状態が存在し、細胞外液（血漿と間質液）を失う“volume depletion"と、細胞外液中の水分と細胞内液中の水を失う “dehydration" があるが、日本ではこれらを総称して「脱水」と呼んでいる。簡易なチェック方法として毛細血管再充満時間を計る方法（指の爪を上から5秒間押して白くなった状態から元のピンク色に戻るまでの時間）がある。2秒以上かかる場合は異常と判断される。

## 原因
水分喪失量に対して水分摂取量が不足することによって起こる。したがって脱水の原因としては、水分の摂取が不足する状態あるいは水分の喪失が過剰となる状態の二つが考えられる。実際には、水分の摂取が不足すると同時に喪失が進行することも多い。
発熱・発汗
発熱により全身倦怠感が強くなると、水分の摂取が減少する。その一方で、発汗の亢進や呼吸数の増加などにより不感蒸泄（排尿によって意識されない水分の排泄）が亢進し、程度が強くなれば脱水となる。発汗が激しい場合、通常の2～4倍電解質が失われる。
下痢・嘔吐
ウイルス性の腸炎や食中毒、コレラなど、急性の消化器疾患の症状としてしばしば同時にみられる。嘔吐により水分の摂取が低下するとともに、下痢により水分の喪失が増加する。下痢・嘔吐のいずれも電解質を喪失する症状（胃液にも電解質が含まれるため）であるため、水分だけでなく電解質も減少する。
高温の環境、重作業、激しい運動
発汗が亢進するため、十分な水分および電解質の摂取がなければ細胞外液中の水分と細胞内液中の水が失われる「 dehydration 」の原因となる。これらの要因が重なり合って起こる重篤な疾患に熱中症があり、脱水は熱射病の主要な病態のひとつである。
内分泌疾患、電解質代謝異常症、腎疾患
原発性アルドステロン症やクッシング症候群または重曹の過剰投与に伴うナトリウムの過剰。糖の過剰摂取に伴う糖尿病性ケトアシドーシス。

出血
出血により血管内より逸失した細胞外液（循環血液量）が減少すると細胞内液が移動し細胞外液が補われるが、体液の総量が減少するため脱水となる。同時に出血性ショックを呈する事もある。

## 分類
脱水は、血液（細胞外液）の電解質組成によって以下のように分類される。
低張性脱水
下痢・嘔吐・出血などにより水分の喪失以上に電解質の喪失が著しい状態で、血漿中の電解質濃度および血漿浸透圧の低下を伴う。
発汗や下痢嘔吐などの体液喪失に対し水のみを補充し続けることで容易に陥ってしまう。
発熱や口渇感を伴いにくく、皮膚・粘膜の乾燥も少ないため、初期には自覚症状が少ないが、進行すると全身倦怠感や眠気がみられ、手足は冷たく脈拍が弱くなる。身体は体液の塩分濃度よりも体液量を保持することを優先するため塩分不足(+++)の所を水分不足だけ（++）となり踏み止まり、発症しやすいのである。主に細胞外液（循環血液量）の減少による症状である。
血清ナトリウム濃度140mEq/l以下、血清塩化物イオン濃度110mEq/l以下が目安となる。
等張性脱水
等張液の喪失による脱水。口渇感のため水分を摂取するのが普通のため、低張性脱水に変化しやすい。
ネフローゼなど。
高張性脱水
発汗の亢進、水分摂取の極端な低下などにより、もっぱら水分が不足した状態である。自分で水分摂取のできない乳幼児や高齢者に多い。
発熱と著しい口渇感を伴い、口腔などの粘膜が乾燥する。意識は保たれるが不隠・興奮の状態となる。手足は冷たくならず、脈拍もしっかりと触れる。
血清ナトリウム濃度150mEq/l以上、血清塩化物イオン濃度110mEq/l以上が目安となる。
糖尿病など。

## 症状例
水分損失率に伴う症状例は、以下の通り。
- 1%…大量の汗、喉の乾き
- 2%…強い乾き、目眩、吐き気、ぼんやりする、重苦しい、食欲減退、血液濃縮、尿量減少、血液濃度上昇
- 3%…汗が出なくなる
- 4%…全身脱力感、動きの鈍り、皮膚の紅潮化、いらいらする、疲労および嗜眠、感情鈍麻、吐き気、感情の不安定（精神不安定）、無関心
- 6%…手足の震え、ふらつき、熱性抑鬱症、混迷、頭痛、熱性困憊、体温上昇、脈拍・呼吸の上昇
- 8%…幻覚、呼吸困難、めまい、チアノーゼ、言語不明瞭、疲労困憊、精神錯乱
- 10-12%…筋痙攣、ロンベルグ徴候（閉眼で平衡失調）、失神、舌の膨張、せん妄および興奮状態、不眠、循環不全、血液および血液減少、腎機能不全
- 15-17%… 皮膚がしなびてくる、飲み込み困難（嚥下不能）、目の前が暗くなる、目がくぼむ、排尿痛、聴力損失、皮膚の感覚鈍化、舌が痺れる、眼瞼硬直
- 18%…皮膚のひび割れ、尿生成の停止
- 20%…生命の危機、死亡

## 治療
医療機関においては、電解質の調整が行われた輸液や経口補水液が投与される。輸液の成分・電解質量・補充速度は患者によって異なる。
軽症であり経口摂取が可能な全身状態であれば、経口補水塩を経口で与える。ただし、スポーツドリンクは、ナトリウム濃度が低いため、特に乳幼児の脱水時に与えると、低ナトリウム血症から水中毒を惹起する危険性がある。食塩補給にスープ類、カリウムの補給には果物や100%果汁飲料（リンゴジュース）の2倍希釈液が効果的であるとする専門家もいる。
高度脱水の際には腎機能が障害されているためカリウム排泄不能による高カリウム血症の危険が存在する。
まずナトリウム、食塩中心の細胞外液型輸液を施行し、充分な排尿を確認した後カリウムの補給に移るのが大原則である。
熱中症が原因である場合、医療機関での適切な診断と治療が必要になる。